# Сан-Бартоломеу (Коїмбра)
Са́н-Бартоломе́у (порт. São Bartolomeu; МФА: [ˈsɐ̃w baɾ.tu.ɫu.ˈmew]) — парафія в Португалії, у муніципалітеті Коїмбра. Розташована в західній частині країни, на теренах історичної португальської провінції Бейра. Входить до складу округу Коїмбра. За адміністративним поділом, чинним до 1976 року, терени парафії були складовою провінції Берегова Бейра. Належить до Коїмбрської діоцезії Католицької церкви. Патрон — святий Варфоломій. Площа — 0,1673 км². Населення — 627 ос. (2011). Сильно урбанізований регіон. Густота населення — 3747,76 осіб/км²
. Код — 060319.

## Назва
- Коїмбра (Сан-Бартоломеу) (порт. Coimbra (São Bartolomeu)) — офіційна назва.

## Населення
| Кількість мешканців | Кількість мешканців | Кількість мешканців | Кількість мешканців | Кількість мешканців | Кількість мешканців | Кількість мешканців | Кількість мешканців | Кількість мешканців | Кількість мешканців | Кількість мешканців | Кількість мешканців | Кількість мешканців | Кількість мешканців | Кількість мешканців |
| ------------------- | ------------------- | ------------------- | ------------------- | ------------------- | ------------------- | ------------------- | ------------------- | ------------------- | ------------------- | ------------------- | ------------------- | ------------------- | ------------------- | ------------------- |
| 1864                | 1878                | 1890                | 1900                | 1911                | 1920                | 1930                | 1940                | 1950                | 1960                | 1970                | 1981                | 1991                | 2001                | 2011                |
| 3 160               | 3 484               | 3 776               | 3 872               | 3 881               | 3 532               | 3 533               | 3 810               | 3 707               | 3 451               | 2 484               | 2 172               | 1 395               | 856                 | 627                 |